# Triantafyllos Machairidīs
Triantafyllos Machairidīs (in greco Τριαντάφυλλος Μαχαιρίδης?; Drama, 10 novembre 1973) è un ex calciatore greco, di ruolo centrocampista.

## Carriera
Inizia a giocare nelle giovanili del Pandramaïkos, che successivamente lo aggrega nella prima squadra. Nel 1993, si trasferisce allo Skoda Xanthī. Nel 1994, torna al Pandramaïkos, che a sua volta lo cede nuovamente allo Skoda Xanthī, dove rimane fino al 1996, anno in cui firma un contratto con l'AEK Atene, con il quale vince la Supercoppa di Grecia e la Coppa di Grecia. Nel 1998, si trasferisce al PAOK. Nel 2000, viene acquistato dalla società portoghese del Benfica. Rimane con i biancorossi fino al 2001, quando viene ceduto in prestito ai greci del Kalamata. Nel 2001, si trasferisce a Cipro all'Alkī Larnaca. Chiude la sua carriera nelle serie inferiori del campionato greco con Doxa Dramas e AO Chania.

## Palmarès

### Club

#### Competizioni nazionali
- Supercoppa di Grecia: 1

AEK Atene: 1996
- Coppa di Grecia: 1

AEK Atene: 1996-1997